# NGC 5064
NGC 5064 (również PGC 46409) – galaktyka spiralna (Sb), znajdująca się w gwiazdozbiorze Centaura. Odkrył ją John Herschel 3 marca 1837 roku.